# Ça plane pour moi
Ça plane pour moi (AFI: [sa plan puʁ mwa]) è un singolo del cantante belga Plastic Bertrand, ma cantato in realtà da Lou Deprijck.  Fu pubblicato nel 1977.

## Autori e interpreti
La musica del brano è stata composta da Lou Deprijck, mentre Yvan Lacomblez ne ha scritto il testo. Vi fu una disputa su chi fosse stato effettivamente l'interprete della parte vocale nella versione del 1977: nel 2006 Deprijck incise una nuova versione del brano e il disco venne promosso come "voce originale del brano". A seguito di una causa intentata dalla AMC, nel 2006 il giudice dichiarò Lacomblez quale "interprete legale". Successivamente, in un'altra causa, il perito linguista dichiarò che anche il brano originale era stato cantato da Deprijck. 
Infine, lo stesso Plastic Bertand ammise nel 2010 di non aver effettivamente cantato il brano.
La canzone è stata interpretata da molti artisti, anche se la registrazione originale di Plastic Bertrand è stata quella di maggior successo, raggiungendo il numero 8 nelle classifiche del Regno Unito nell'estate del 1978. Il nome della canzone è un'espressione idiomatica francese che in italiano si traduce con "tutto sta andando bene per me". La canzone è stata coverizzata da diversi gruppi, tra cui i The Presidents of the United States of America, i Sonic Youth e i Telex.
Nel 1993 la cantante e rapper svedese Leila K ha reinterpretato il brano di Bertrand col genere elettropop. È stato pubblicato come secondo singolo dal suo primo album da solista, Carousel nello stesso anno. La canzone è stata prodotta da Denniz Pop e Douglas Carr e ha ottenuto un discreto successo nelle classifiche di molti paesi europei. Si è classificata alla posizione n. 6 in Finlandia, 8 in Austria e Danimarca, 13 in Germania, 16 in Belgio e 17 in Svizzera. Su Eurochart Hot 100, Ça plane pour moi ha raggiunto complessivamente la 21ª posizione nel maggio 1993.
Ça plane pour moi fu concepita come pastiche, caricatura del modo di cantare degli artisti punk rock inglesi e nacque da tre semplici accordi: la, mi e re.

## Classifiche
| Paese             | Posizione più alta |
| ----------------- | ------------------ |
| Australia         | 5                  |
| Austria           | 19                 |
| Belgio (Fiandre)  | 11                 |
| Belgio (Vallonia) | 5                  |
| Canada            | 58                 |
| Francia           | 1                  |
| Germania          | 6                  |
| Irlanda           | 4                  |
| Nuova Zelanda     | 7                  |
| Paesi Bassi       | 6                  |
| Regno Unito       | 8                  |
| Svezia            | 12                 |
| Svizzera          | 1                  |